# Grigorij Brojdo
Grigorij Isaakowicz Brojdo, właśc. Hersz Ickowicz Brojdo (ur. 1883 lub 1885 w Wilnie, zm. 1956 w Moskwie) – radziecki polityk żydowskiego pochodzenia, I sekretarz KC Komunistycznej Partii (bolszewików) Tadżykistanu w latach 1933-1934.
1901-1903 członek Bundu, od 1903 SDPRR, 1909 skończył wydział prawa Uniwersytetu Petersburskiego, 1909-1916 pomocnik adwokata, 1916-1917 służył w armii, w zapasowym pułku w Taszkencie. Po rewolucji lutowej przewodniczący deputatów żołnierskich w Taszkencie, zastępca przewodniczącego rady w Turkiestanie, przewodniczący rady w Syrdarii, redaktor naczelny "Naszej gaziety", od 1918 członek Najwyższej Rady Gospodarczej Rosyjskiej FSRR, kierownik szkoły partyjnej guberni samarskiej, 1919 członek Rady Wojskowo-Rewolucyjnej 1 Armii Frontu Wschodniego, potem kierownik wydziału partyjnego Turkiestańskiej Komisji WCIK i Rady Komisarzy Ludowych RFSRR, 1920 kierownik nadzwyczajnej wyprawy do Chiwy, nadzwyczajny pełnomocnik RFSRR w Chiwie i Amu-darii, wykładowca na Uniwersytecie Komunistycznym Robotników Wschodu im. J. Swierdłowa (od 1922 jego rektor), 1921-1923 zastępca ludowego komisarza ds. narodowości RFSRR, 1925-1927 szef Wydawnictw Państwowych, następnie rektor Uniwersytetu Komunistycznego w Saratowie, później szef wydziału wydawnictw KC WKP(b), 1933-1934 sekretarz Krajowego Komitetu WKP(b) Dolnej Wołgi. Od 3 listopada 1934 do listopada 1934 I sekretarz KC Komunistycznej Partii (bolszewików) Tadżykistanu. 1934-1936 zastępca ludowego komisarza oświaty RFSRR, 1936-1938 dyrektor wydawnictw KC WKP(b), 1938-1941 dyrektor wydawnictw medycznych. 1934-1939 kandydat na członka KC WKP(b). W sierpniu 1941 aresztowany przez NKWD, 1945 skazany na 10 lat więzienia, 1951-1954 na zesłaniu w Kazachskiej SRR, 1955 zwolniony i zrehabilitowany.